# Rebelión de los pericúes

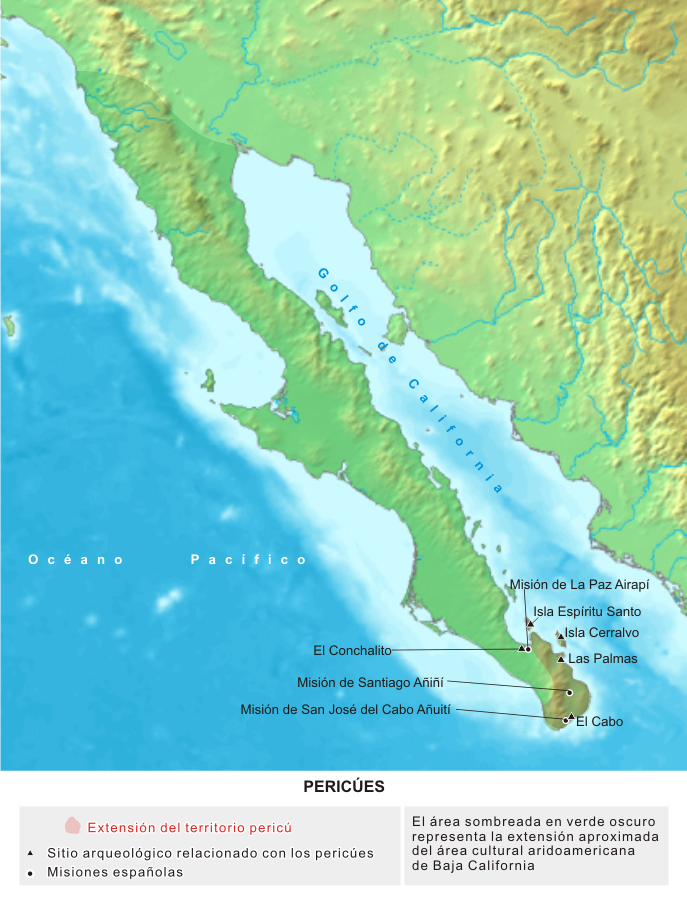
Región habitada por los pericúes.

La rebelión de los pericúes fue un levantamiento de esa etnia entre los años de 1734 y 1737. Entre los años de 1734 y 1737, los pericúes lucharon para liberarse de las manos de los misioneros españoles y atacaron de forma continua las misiones de Santiago de Aiñiní, San José del Cabo Añuití, Todos Santos y La Paz de Airapí. Todas ellas estaban ubicadas en territorio pericú, dentro del actual estado de Baja California Sur (México).

## Los indígenas
Los pericúes eran indígenas nómadas que habitaban el extremo sur de la península californiana, en la zona de Los Cabos, una región semidesértica. Vivían de la caza y recolección, tanto de productos terrestres como marinos.
Los primeros contactos entre los pericúes y los conquistadores españoles se produjeron durante el siglo XVI y se hicieron habituales luego de que los jesuitas establecieran misiones a finales del siglo XVII y comienzos del siglo XVIII. En los documentos de la época, los europeos presentaban a los indígenas californianos como «salvajes» por su modo de subsistencia y su cultura material. Un ejemplo de ello son los escritos del religioso e historiador Francisco Javier Clavijero quien los describió basándose en lo referido por misioneros jesuitas que fueron expulsados junto con él de los dominios de la Corona española en 1768.

Los californios eran del todo bárbaros y salvajes y no tenían conocimiento de la arquitectura, de la agricultura ni de otras muchas artes útiles a la vida humana. En toda aquella península no se halló una casa ni vestigio de ella, ni tampoco una cabaña, una vasija de barro, un instrumental de metal o un lienzo cualquiera. Sus habitantes se sustentaban con aquellas frutas que se producen espontáneamente o con los animales que cazaban y pescaban, sin tomarse el trabajo de cultivar la tierra, de sembrar o de criar animales.
Historia de la Antigua o Baja California

El contacto entre los pericúes y los misioneros españoles tuvo repercusiones en muchos aspectos de la vida de este pueblo. Implicó la supresión del sistema de creencias nativo, el confinamiento de los grupos nómadas en establecimientos asociados a las misiones y la modificación de la cultura de los indios. Por otro lado, permitió también la introducción de nuevas tecnologías y de la agricultura, que era desconocida en la mayor parte de la península de California. Basada en sus excavaciones en El Conchalito y otros sitios relacionados con la cultura pericú antes de la llegada de los españoles, Harumi Fujita afirma que, aunque no fueron un pueblo sedentario, los habitantes del extremo sur de la península tenían una vida social, económica y cultural muy compleja, como testifican los hallazgos en la región de Los Cabos (sur de la península de California). Para Alfonso Rosales-López, las culturas nómadas del norte de México han sido llamadas salvajes sin motivo, puesto que se las juzga en relación con los modelos de la vida sedentaria moderna.

## Los motivos de la rebelión
Para el historiador Antonio Ponce Aguilar los motivos de la rebelión se encontrarían en los abusos cometidos por los conquistadores contra los californios que a manos de los soldados y aventureros sufrieron explotación, vejámenes y asesinatos a pesar de la protección que procuraban brindar los sacerdotes.

Estos abusos y delitos aunque considerados como tales por las leyes invariablemente quedaban impunes por las reducidas fuerzas de los presidios y las dilatados territorios y costas en los que debían imponer el orden. Los guamas o doctores de los gentiles tenían una categoría siempre relevante en la comunidad ya que se les respetaba y temía por los supuestos poderes que supuestamente poseían, y su sabiduría, quizá auténtica en ocasiones, para curar a los enfermos; así es que defendiendo su poder trataban por todos los medios posibles que su gente rechazara a los misioneros, conspiraban en su contra y los hacían frecuentes víctimas de atentados.
De cueva pintada a la modernidad, cap. XI

En 1702 una muchacha nativa cristiana, casada con un soldado español, a solicitud de su madre asistió a un evento de los indígenas sin el permiso de su esposo español. Era «la fiesta de las pitahayas», una reunión en la que los nativos celebraban que el fruto de un cactus alcanzaba madurez y por lo tanto se volvía comestible. Al enterarse, el soldado salió enfurecido y armado de su arcabuz en busca de su esposa. En el camino se topó con un anciano indígena que trató de hacerle entrar en razón; en respuesta recibió un disparo del soldado que le privó de la vida. Los nativos al enterarse del hecho mataron al soldado. Más tarde, en abril de 1703, atacaron la misión de San Javier de Viggé Biaundó.
Sin duda los nativos más rebeldes fueron los pericúes, misma etnia que por habitar la región más meridional de la península sufrieron en carne propia los abusos de los europeos desde los tiempos en que desembarcó en La Paz el navegante español Fortún Jiménez que murió a manos de los nativos después de que él y su tripulación violaron mujeres, vejaron indígenas y asesinaron a algunos.

## El inicio de la rebelión
En 1733 o 1734 el gobernador o cacique indio pericú de nombre Botón que habitaba en la región de la misión de Santiago fue reconvenido públicamente por el misionero Lorenzo Carranco por tener varias mujeres y observar lo que a los ojos del misionero era conducta licenciosa, además fue despojado del cargo de gobernador indígena. Esa fue la chispa que encendió la rebelión.
Las crónicas españolas dicen que Botón, deseoso de cobrar venganza, fue a Yenecá en busca de un mulato de nombre Chicorí que había raptado a una joven cristiana de la misión de Añuití. Bajo el odio común que sentían tanto Botón como Chicorí contra los misioneros, se aliaron para revertir los cambios que la colonización europea había llevado a cabo en esas tierras. El plan de los nativos era asesinar primero a los soldados y posteriormente a los misioneros y conversos y arrasar las misiones. Para enfrentar a los nativos, la Corona española disponía en las misiones de Todos Santos, Aiñiní y Airapí a cinco soldados.

## Las primeras muertes
En septiembre de 1734, los pericúes dieron muerte a un soldado de la misión de Todos Santos y posteriormente a otro que custodiaba la misión de Airapí. Por esos días estaba en el lugar un soldado procedente de la misión de Loreto para hacerle unas sangrías a Tamaral y encontró a su compañero de armas asesinado. Temiendo por su vida huyó a refugiarse en la misión de Chillá donde comunicó a Guillén lo que había visto, pero Guillén no pudo comunicarse con las misiones del sur de la península.
En tanto, Carranco había enviado una escolta de nativos conversos a la misión de San José para que acompañaran a Tamaral a la misión de Santiago de los Coras, el sacerdote rehusó el apoyo y la escolta de nativos conversos que de buena fe le había enviado Carranco a su regreso se unió a los indígenas sublevados.

## Muerte de Carranco

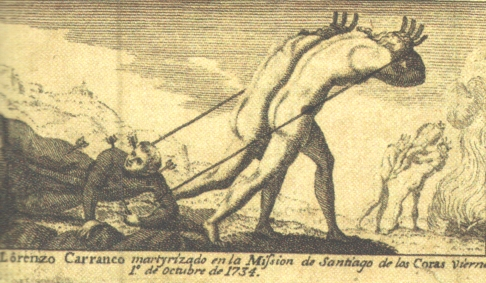
Martirio de Carranco, de acuerdo con una viñeta en un mapa de 1757.

El 1° de octubre de 1734 los indígenas pericúes asaltaron la Misión de Santiago a sabiendas de que el Padre Carranco estaba solo porque los dos soldados que le acompañaban habían salido de la Misión para acarrear unas reses, ingresaron a su habitación lo sacaron al patio y lo mataron con tiros de flecha y pedradas, al nativo converso que le asistía y no paraba de llorar le mataron de igual forma. Lo mismo hicieron con los soldados a su regreso, hicieron una pira y arrojaron al fuego los cadáveres de los cuatro, sus enseres e imágenes religiosas.

## Muerte de Tamaral
El día 3 de octubre llegaron los nativos en plena rebelión a la incipiente Misión de San José del Cabo, allí tomaron al padre misionero Javier Nicolás Tamaral y le dieron muerte en la misma forma. El misionero Segismundo Taraval fue avisado en la Misión de Todos Santos por los nativos conversos de lo ocurrido a los otros sacerdotes y huyó a refugiarse a la misión de La Paz, posteriormente marchó a la Isla del Espíritu Santo y finalmente viajó a la misión de Dolores desde donde dio aviso al padre superior Clemente Guillén de Castro radicado en la Misión de Loreto de la muerte de los sacerdotes y de 27 nativos conversos en la misión de Todos Santos.

## Crece la rebelión
El padre Guillén dio aviso al virrey del alzamiento indígena y ordenó a todos los misioneros concentrarse en la Misión de Loreto para salvaguardar su vida, el capitán Esteban Rodríguez Lorenzo decidió concentrar las escasas fuerzas con que contaba en la misión de San Ignacio en previsión de un levantamiento de los cochimíes.
El padre misionero Jaime Bravo solicitó ayuda al gobernador de Sinaloa quien se trasladó a la península con su tropa además de 60 yaquis que fueron llevados desde Sonora para apoyar a los soldados que refugiaron en la misión de Dolores.
En 1734 arribó en su viaje anual a las costas de San Bernabé el galeón de Manila; un año antes habían recibido ayuda del padre Tamaral cuando llegaron con enfermos de escorbuto y sin víveres; en esta ocasión todo fue diferente, el capitán de la nave envió a 13 marineros a tierra y todos fueron asesinados por los nativos pericúes.     
Hubieron de pasar años para que se tranquilizara la región, la Corona española estableció en San José del Cabo en 1737 un presidio o fuerte para contener los alzamientos indígenas, se destinaron a este nuevo cuerpo 30 soldados con la orden de que debía de funcionar independiente y sin injerencia de los misioneros, lo cual provocó grandes contrariedades, entre otras maltrato a los indios por los soldados y un grave retraso en la colonización, por lo que posteriormente se revocó esta orden.
En los años subsecuentes las enfermedades llevadas por los europeos, enfermedades para las que los nativos no tenían defensas biológicas por ser inexistentes entre ellos, diezmaron la población al grado de llegar al punto crítico de extinción.